# Pilotrichella subsemitorta
Pilotrichella subsemitorta är en bladmossart som beskrevs av Brotherus in Naveau 1928. Pilotrichella subsemitorta ingår i släktet Pilotrichella och familjen Meteoriaceae. Inga underarter finns listade i Catalogue of Life.